# Басилашвили, Николоз
Ни́колоз Нода́рович Басилашви́ли (груз. ნიკოლოზ ბასილაშვილი; род. 23 февраля 1992, Тбилиси) — грузинский теннисист; победитель пяти турниров ATP в одиночном разряде.

## Биография
Николоз Басилашвили родился 23 февраля 1992 года в Тбилиси. Его отец Нодар — танцор Ансамбля народного танца Грузии, мать Наталья работала врачом. Есть брат Тенгиз. Владеет грузинским, русским и английским языком. 28 сентября 2013 года Николоз женился на девушке по имени Нека. Николоз не является родственником известного советского и российского актёра Олега Басилашвили.
Начал играть в теннис в возрасте 5 лет. В возрасте 12 лет уехал тренироваться в США, где занимался до 16-17 лет. Когда Николозу было около 15 лет, его родители переехали жить в Россию. В начале 2011 года появилась информация, что молодой теннисист будет выступать за Россию, однако затем Николоз принял решение выступать под грузинским флагом.
Любимыми покрытиями кортов являются грунт и хард.

## Спортивная карьера

### Начало карьеры
Первый титул из серии «фьючерс» Басилашвили выиграл в августе 2009 года в России. Следующие победы на «фьючерсах» пришли к нему в 2012 году, когда Николоз за один сезон смог выиграть пять турниров серии. В апреле 2014 года он впервые сыграл в основной сетке соревнований АТП, пройдя квалификационный отбор на турнир в Бухаресте. В мае того же года в Карши Басилашвили выиграл первый турнир из серии «челленджер».
Следующий «челленджер» Басилашвили выиграл в апреле 2015 года в Раанане. В мае он впервые квалифицировался на один из турниров Большого шлема — Открытый чемпионат Франции, где проиграл в первом круге Танаси Коккинакису. Спустя месяц Николоз квалифицировался в основную сетку Уимблдона, где смог пройти в 3-й раунд, обыграв Факундо Багниса и 15-го сеянного Фелисиано Лопеса. Таким образом, вслед за Ираклием Лабадзе он стал вторым представителем Грузии, кто смог дойти до 3-го раунда Уимблдонского турнира.
После Уимблдона 2015 года Басилашвили победил на «челленджере» в Схевенингене. Эта победа позволила грузинскому теннисисту впервые подняться в мировом рейтинге в первую сотню. В том сезоне он сумел три раза пройти квалификацию на турниры серии Большого шлема, пройдя также на Открытый чемпионат США. В 2015 году он также дебютировал в составе сборной Грузии в Кубке Дэвиса.

### 2016—2018 (первый титул в туре)

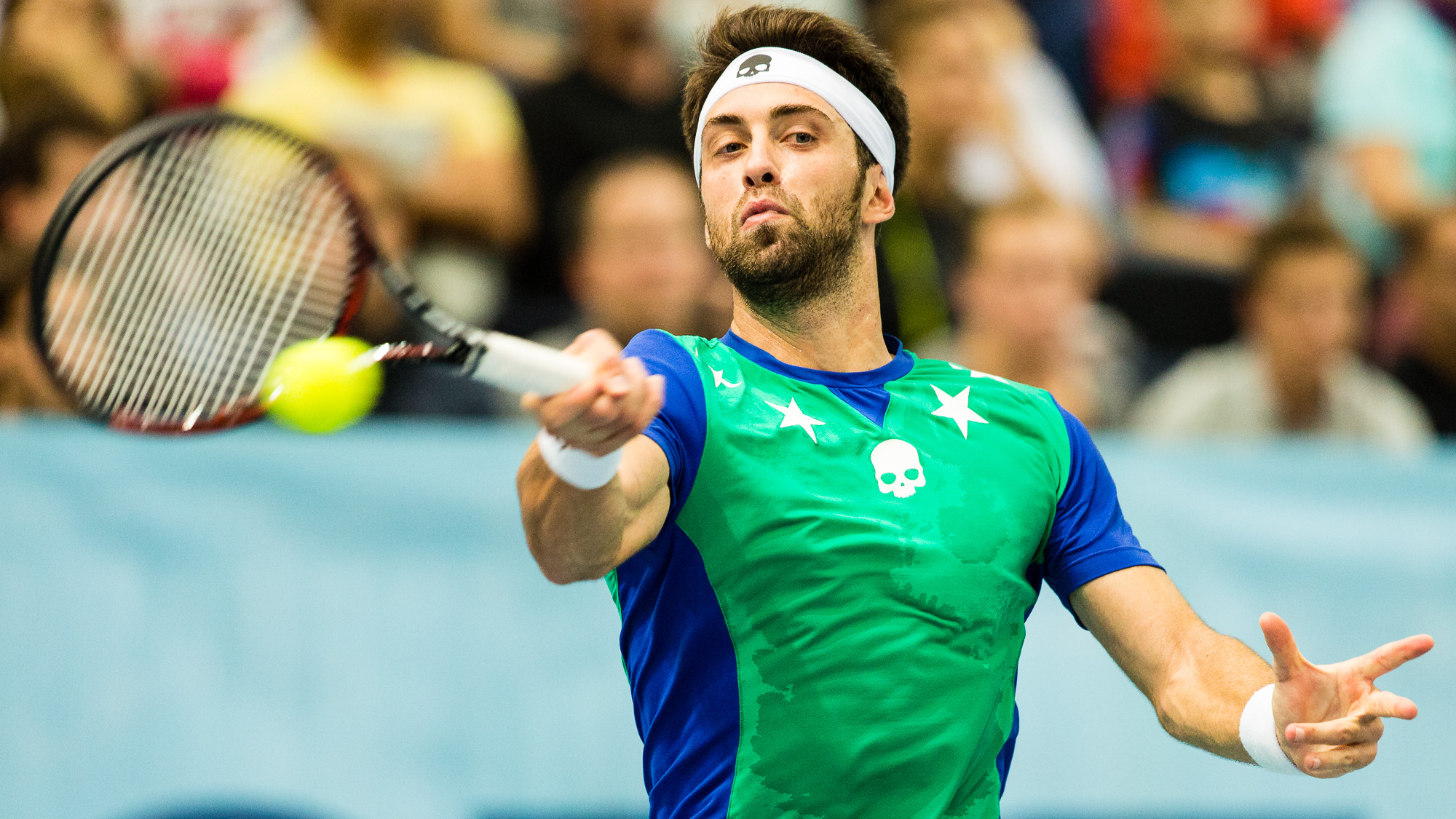
Басилашвили на турнире в Вене в 2016 году

В марте 2016 года Басилашвили победил на «челленджере» в Гуанчжоу. В мае он прибавил к этому титулы выигрыш «челленджера» в Хайльбронне. В июле Николоз впервые вышел в финал на турнире Мирового тура. Произошло это в Кицбюэле, где в матче за главный приз он проиграл итальянцу Паоло Лоренци со счётом 3-6, 4-6. В августе Басилашвили выступил на Олимпиаде в Рио-де-Жанейро, где в первом же раунде проиграл уругвайцу Пабло Куэвасу. В октябре он одержал первую победу над теннисистом из топ-10. На турнире в Вене Николоз в первом раунде переиграл № 10 в мире на тот момент Томаша Бердыха (6-4, 6-7(5), 7-5), но дальше второго раунда на турнире пройти не смог. Сезон 2016 года грузинский теннисист впервые завершил в топ-100 по итогам сезона.
В феврале 2017 года Басилашвили дошёл до полуфинала зального турнира в Софии и по пути к нему во втором раунде смог обыграть № 8 в мире Доминика Тима (6-4, 6-4). На следующем для себя турнире в Мемфисе он уже вышел в финал, уступив в нём американцу Райану Харрисону — 1-6, 4-6. В мае Николоз сыграл в полуфинале грунтового турнира в Лионе. На Открытом чемпионате Франции он впервые достиг третьего раунда. На этой стадии он сыграл против Рафаэля Надаля и разгромно проиграл в трёх сетах. В сентябре Басилашвили смог достигнуть полуфинала на турнире в Меце.
На Открытом чемпионате Австралии грузинский теннисист, добравшись до третьего раунда, достиг наивысшего для себя результата на кортах Мельбурна. В упорном поединке из пяти сетов он уступил дорогу в четвертый круг Кайлу Эдмунду. В апреле Николоз на турнирах в Марракеше и Будапеште вышел в четвертьфинал. В июне он сыграл в !/4 финала на турнире в Анталье. В июле Басилашвили удачно сыграл на турнире в Гамбурге. Начав свои выступления с квалификации, он смог в общей сложности выиграть семь матчей подряд и впервые завоевать титул АТП. В финале Николоз оказался сильнее аргентинца Леонардо Майера — 6-4, 0-6, 7-5. Благодаря этому успеху он поднялся в рейтинге с 81-й на 35-ю позицию.
На Открытом Чемпионате США 2018 года Басилашвили дошёл до четвёртого раунда, где в четырёх сетах уступил первой ракетке мира Рафаэлю Надалю. В сентябре он вышел в четвертьфинал турнира в Меце. В октябре Николоз выиграл второй титул в сезоне на турнире в Пекине. В финале грузинский теннисист обыграл № 4 в мире Хуана Мартина Дель Потро со счётом 6-4, 6-4. Сезон Басилашвили завершил на 21-й строчке одиночного рейтинга.

### 2019—2021
На старте сезона 2019 года Басилашвили вышел в четвертьфинал турнира в Дохе. На Открытом чемпионате Австралии он дошёл до третьего раунда, где проиграл греку Стефаносу Циципасу в четырёхсетовом поединке. На этом турнире он впервые сыграл в статусе игрока из топ-20 мирового рейтинга. В феврале на турнире в Дубае грузинский теннисист вышел в четвертьфинал. В марте на турнире серии Мастерс в Майами он смог выйти в четвёртый раунд, где проиграл молодому канадцу Феликсу Оже-Альяссиму в двух сетах.
Лучшими достижениями грунтовой части сезона для Басилашвили стали выход в четвертьфинал в Будапеште в апреле, третий раунд мастерса в Риме и полуфинал в Лионе в мае. В июле он смог защитить прошлогодний титул на турнире в Гамбурге. В полуфинале Николоз нанёс поражение № 5 в мире Александру Звереву — 6-4, 4-6, 7-6(5). В финале он переиграл россиянина Андрея Рублёва со счётом 7-5, 4-6, 6-3. На Открытом чемпионате США Басилашвили дошёл до третьего раунда, где проиграл Доминику Кёпферу в четырёх сетах. В сентябре он смог выйти в четвертьфинал в Меце. По итогам сезона он занял 26-ю позицию рейтинга.
Неполный сезон 2020 года Басилашвили провёл без сильных результатов. В январе 2021 года он смог выйти в четвертьфинал турнира в Анталье. В марте стал победителем турнира в Дохе (Катар). В четвертьфинале он смог переиграть шестого в мире на тот момент Роджера Федерера (3-6, 6-1, 7-5), а затем в решающих раундах Тейлора Фрица и Роберто Баутисту. В апреле он вышел в полуфинал на грунте в Кальяри. В мае Басилашвили завоевал свой пятый титул в Туре, взяв его на турнире в Мюнхене, обыграв в финале Яна-Леннарда Штруффа со счётом 6-4, 7-6(5). В июне он отметился выходом в полуфинал на траве в Халле. Летом сыграл на Олимпиаде в Токио, где прошёл в третий раунд, однако на этой стадии проиграл будущему Олимпийскому чемпиону Александру Звереву. На Открытом чемпионате США он единственный раз в сезоне вышел в третий раунд Большого шлема. В октябре Басилашвили удачно сыграл на турнире в Индиан-Уэлсе. Он смог впервые в карьере выйти в финал в серии Мастерс. В 1/4 финала был обыгран № 3 в мире Стефанос Циципас (6-4, 2-6, 6-4). В полуфинале в двух сетах он прошёл Тейлора Фрица, а в борьбе за титул уступил также дебютанту финалов в серии Мастерс Кэмерону Норри (6-3, 4-6, 1-6). По итогам сезона 2021 года он финишировал на 22-м месте в рейтинге.

### 2022—2025
В феврале 2022 года Басилашвили вышел на защиту титула в Дохе и доиграл до финала, где, как и год назад, встретился с Роберто Баутистой, однако на этот раз проиграл в двух сетах. Далее по ходу сезона Басилашвили не показал сильной игры, выбывая на ранних стадиях. Единственный раз в Туре он выиграл два матча подряд после Дохи на Уимблдоне, где продвинулся в третий раунд. В 2023 году проблемы с результатами продолжились и Басилашвили покинул топ-100. Пропуск середины сезона опустил его в рейтинге под конец сезона в шестую сотню.
В 2024 году Басилашвили из-за низкого рейтинга не попадал на турниры основного тура и набирал форму в основном на «челленджерах». Под конец сезона он смог победить на «челленджере» в Южной Корее, поправив своё положение в рейтинге до третий сотни. В 2025 году Басилашвили впервые за два года сыграла на Большом шлеме, отобравшись через квалификацию на Открытый чемпионат Австралии, где в первом раунде проиграл Якубу Меншику. Затем он смог сыграть в четвертьфинале на зальном турнире в Монпелье, начав его с квалификации.

## Рейтинг на конец года
| Год  | Одиночный рейтинг | Парный рейтинг |
| 2024 | 208               | —              |
| 2023 | 596               | —              |
| 2022 | 91                | 836            |
| 2021 | 22                | 355            |
| 2020 | 40                | 251            |
| 2019 | 26                | 190            |
| 2018 | 21                | 179            |
| 2017 | 59                | —              |
| 2016 | 94                | 1210           |
| 2015 | 113               | 592            |
| 2014 | 178               | 724            |
| 2013 | 447               | 674            |
| 2012 | 264               | 1415           |
| 2011 | 585               | 1209           |
| 2010 | 635               | 850            |
| 2009 | 556               | —              |
| 2008 | 1222              | —              |

## Выступления на турнирах

### Финалы турнировATPв одиночном разряде (9)

#### Победы (5)
| Легенда                     |
| --------------------------- |
| Турниры Большого шлема (0)* |
| Итоговый турнир ATP (0)     |
| Мастерс (0)                 |
| АТР 500 (3)                 |
| АТР 250 (2)                 |

| Титулы по покрытиям | Титулы по месту проведения матчей турнира |
| ------------------- | ----------------------------------------- |
| Хард (2)*           | Зал (0)                                   |
| Грунт (3)           | Зал (0)                                   |
| Трава (0)           | Открытый воздух (5)                       |
| Ковёр (0)           | Открытый воздух (5)                       |

* количество побед в одиночном разряде.
| №  | Дата           | Турнир                | Покрытие | Соперник в финале      | Счёт        |
| 1. | 29 июля 2018   | Гамбург, Германия     | Грунт    | Леонардо Майер         | 6-4 0-6 7-5 |
| 2. | 7 октября 2018 | Пекин, Китай          | Хард     | Хуан Мартин дель Потро | 6-4 6-4     |
| 3. | 28 июля 2019   | Гамбург, Германия (2) | Грунт    | Андрей Рублёв          | 7-5 4-6 6-3 |
| 4. | 13 марта 2021  | Доха, Катар           | Хард     | Роберто Баутиста Агут  | 7-6(5) 6-2  |
| 5. | 2 мая 2021     | Мюнхен, Германия      | Грунт    | Ян-Леннард Штруфф      | 6-4 7-6(5)  |

#### Поражения (4)
| №  | Дата            | Турнир            | Покрытие   | Соперник в финале     | Счёт        |
| 1. | 24 июля 2016    | Кицбюэль, Австрия | Грунт      | Паоло Лоренци         | 3-6 4-6     |
| 2. | 19 февраля 2017 | Мемфис, США       | Хард (зал) | Райан Харрисон        | 1-6 4-6     |
| 3. | 17 октября 2021 | Индиан-Уэлс, США  | Хард       | Кэмерон Норри         | 6-3 4-6 1-6 |
| 4. | 19 февраля 2022 | Доха, Катар       | Хард       | Роберто Баутиста Агут | 3-6 4-6     |

### Финалы челленджеров и фьючерсов в одиночном разряде (22)

#### Победы (16)
| Условные обозначения |
| Челленджеры (6)*     |
| Фьючерсы (10+2)      |

| Титулы по покрытиям | Титулы по месту проведения матчей турнира |
| ------------------- | ----------------------------------------- |
| Хард (8+1)*         | Зал (1+1)                                 |
| Грунт (7)           | Зал (1+1)                                 |
| Трава (0)           | Открытый воздух (15+1)                    |
| Ковёр (1+1)         | Открытый воздух (15+1)                    |

* количество побед в одиночном разряде + количество побед в парном разряде.
| №   | Дата             | Турнир                   | Покрытие    | Соперник в финале   | Счёт              |
| 1.  | 30 августа 2009  | Сочи, Россия             | Грунт       | Михаил Фуфыгин      | 2-6 7-5 7-5       |
| 2.  | 24 июня 2012     | Казань, Россия           | Грунт       | Иван Сергеев        | 6-4 7-6(3)        |
| 3.  | 19 августа 2012  | Москва, Россия           | Грунт       | Александр Лобков    | 6-3 7-6(0)        |
| 4.  | 16 сентября 2012 | Тбилиси, Грузия          | Грунт       | Тони Андроич        | 6-3 4-6 7-6(1)    |
| 5.  | 9 декабря 2012   | Анталья, Турция          | Хард        | Владимир Ужиловский | 3-6 6-2 6-2       |
| 6.  | 16 декабря 2012  | Анталья, Турция          | Хард        | Гильермо Оласо      | 6-2 6-2           |
| 7.  | 18 августа 2013  | Аппьяно-Джентиле, Италия | Грунт       | Маттео Тревизан     | 7-5 3-6 6-4       |
| 8.  | 26 января 2014   | Карст, Германия          | Ковёр (зал) | Мирослав Мечирж     | 2-6 7-5 6-3       |
| 9.  | 25 мая 2014      | Карши, Узбекистан        | Хард        | Чейз Бьюкенен       | 7-6(2) 6-2        |
| 10. | 14 декабря 2014  | Доха, Катар              | Хард        | Рамкумар Раманатхан | 7-6(5) 6-2        |
| 11. | 21 декабря 2014  | Доха, Катар              | Хард        | Джеймс Марсалек     | 6-1 6-2           |
| 12. | 5 апреля 2015    | Раанана, Израиль         | Хард        | Лукаш Лацко         | 4-6 6-4 6-3       |
| 13. | 26 июля 2015     | Схевенинген, Нидерланды  | Грунт       | Андрей Кузнецов     | 6-7(3) 7-6(4) 6-3 |
| 14. | 20 марта 2016    | Гуанчжоу, Китай          | Хард        | Лукаш Лацко         | 6-1 6-7(6) 7-5    |
| 15. | 15 мая 2016      | Хайльбронн, Германия     | Грунт       | Ян-Леннард Штруфф   | 6-4 7-6(3)        |
| 16. | 3 ноября 2024    | Сеул, Южная Корея        | Хард        | Таро Даниэль        | 7-5 6-4           |

#### Поражения (6)
| №  | Дата            | Турнир          | Покрытие | Соперник в финале | Счёт            |
| 1. | 8 июля 2012     | Ереван, Армения | Грунт    | Артур де Гриф     | 0-6 1-6         |
| 2. | 12 августа 2012 | Москва, Россия  | Грунт    | Бой Вестерхоф     | 4-6 4-6         |
| 3. | 10 ноября 2013  | Анталья, Турция | Хард     | Робин Керн        | 6-4 3-6 3-6     |
| 4. | 17 ноября 2013  | Анталья, Турция | Грунт    | Марк Рат          | 1-6 3-6         |
| 5. | 23 ноября 2014  | Андрия, Италия  | Ковёр    | Ричардас Беранкис | 4-6 0-1 — отказ |
| 6. | 24 марта 2024   | Мурсия, Испания | Грунт    | Энрике Роша       | 6-3 6-7(0) 5-7  |

### Финалы челленджеров и фьючерсов в парном разряде (6)

#### Победы (2)
| №  | Дата           | Турнир          | Покрытие    | Партнёр         | Соперники в финале                 | Счёт           |
| 1. | 7 марта 2010   | Мак-Аллен, США  | Хард        | Чжэнь Ти        | Джаред Истон Мэтисон Клейн         | 7-5 4-6 [10-4] |
| 2. | 26 января 2014 | Карст, Германия | Ковёр (зал) | Александр Бурый | Владимир Игнатик Димитар Кутровски | 4-6 6-4 [10-6] |

#### Поражения (4)
| №  | Дата            | Турнир          | Покрытие | Партнёр              | Соперники в финале            | Счёт       |
| 1. | 27 февраля 2011 | Браунсвилл, США | Хард     | Борис Никола Бакалов | Дэвин Бриттон Грегори Уэллетт | 1-6 3-6    |
| 2. | 17 ноября 2013  | Анталья, Турция | Грунт    | Мильян Зекич         | Маттиас Вуннер Том Шёненберг  | 0-6 4-6    |
| 3. | 15 декабря 2013 | Доха, Катар     | Хард     | Егор Яцук            | Скандер Мансури Эван Хойт     | 4-6 6-7(2) |
| 4. | 12 апреля 2015  | Неаполь, Италия | Грунт    | Александр Бурый      | Илья Бозоляц Филип Краинович  | 1-6 2-6    |

## История выступлений на турнирах
По состоянию на 20 февраля 2025 года
Для того, чтобы предотвратить неразбериху и удваивание счета, информация в этой таблице корректируется только по окончании турнира или по окончании участия там данного игрока.
| Турнир                       | 2014          | 2015          | 2016  | 2017          | 2018          | 2019          | 2020          | 2021          | 2022          | 2023          | 2024  | 2025  | Итог   | В/П за карьеру |
| ---------------------------- | ------------- | ------------- | ----- | ------------- | ------------- | ------------- | ------------- | ------------- | ------------- | ------------- | ----- | ----- | ------ | -------------- |
| Турниры Большого шлема       |               |               |       |               |               |               |               |               |               |               |       |       |        |                |
| Открытый чемпионат Австралии | -             | К1            | 1Р    | 1Р            | 3Р            | 3Р            | 2Р            | 1Р            | 1Р            | 1Р            | -     | 1Р    | 0 / 9  | 5-9            |
| Открытый чемпионат Франции   | -             | 1Р            | 1Р    | 3Р            | 1Р            | 1Р            | 1Р            | 2Р            | 2Р            | К1            | -     |       | 0 / 8  | 4-8            |
| Уимблдонский турнир          | К1            | 3Р            | К2    | 2Р            | 1Р            | 2Р            | НП            | 1Р            | 3Р            | -             | -     |       | 0 / 6  | 6-6            |
| Открытый чемпионат США       | К2            | 1Р            | К1    | 1Р            | 4Р            | 3Р            | 1Р            | 3Р            | 1Р            | -             | -     |       | 0 / 7  | 7-7            |
| Итог                         | 0 / 0         | 0 / 3         | 0 / 2 | 0 / 4         | 0 / 4         | 0 / 4         | 0 / 3         | 0 / 4         | 0 / 4         | 0 / 1         | 0 / 0 | 0 / 1 | 0 / 30 |                |
| В/П в сезоне                 | 0-0           | 2-3           | 0-2   | 3-4           | 5-4           | 5-4           | 1-3           | 3-4           | 3-4           | 0-1           | 0-0   | 0-1   |        | 22-30          |
| Олимпийские игры             |               |               |       |               |               |               |               |               |               |               |       |       |        |                |
| Летняя Олимпиада             | Не проводился | Не проводился | 1Р    | Не проводился | Не проводился | Не проводился | Не проводился | 3Р            | Не проводился | Не проводился | -     | НП    | 0 / 2  | 2-2            |
| Турниры Мастерс              |               |               |       |               |               |               |               |               |               |               |       |       |        |                |
| Индиан-Уэлс                  | -             | К2            | -     | 1Р            | 1Р            | 2Р            | НП            | Ф             | 3Р            | 1Р            | -     |       | 0 / 6  | 5-6            |
| Майами                       | -             | -             | -     | 1Р            | 2Р            | 4Р            | НП            | 2Р            | 2Р            | К1            | -     |       | 0 / 5  | 3-5            |
| Монте-Карло                  | -             | -             | -     | 1Р            | -             | 1Р            | НП            | 1Р            | 1Р            | -             | -     |       | 0 / 4  | 0-4            |
| Мадрид                       | -             | -             | -     | К1            | 1Р            | 1Р            | НП            | 1Р            | 2Р            | -             | -     |       | 0 / 4  | 1-4            |
| Рим                          | -             | -             | -     | -             | 2Р            | 3Р            | 1Р            | 1Р            | 2Р            | К1            | -     |       | 0 / 5  | 4-5            |
| Монреаль/Торонто             | -             | -             | -     | 1Р            | -             | 3Р            | НП            | 3Р            | -             | -             | -     |       | 0 / 3  | 4-3            |
| Цинциннати                   | -             | К1            | 1Р    | 3Р            | -             | 1Р            | 1Р            | 1Р            | 1Р            | -             | -     |       | 0 / 6  | 2-6            |
| Шанхай                       | -             | 1Р            | К1    | 1Р            | 2Р            | 3Р            | Не проводился | Не проводился | Не проводился | -             | -     |       | 0 / 4  | 3-4            |
| Париж                        | -             | -             | К2    | К1            | 2Р            | 1Р            | 1Р            | 1Р            | 2Р            | -             | -     |       | 0 / 5  | 2-5            |
| Статистика за карьеру        |               |               |       |               |               |               |               |               |               |               |       |       |        |                |
| Проведено финалов            | 0             | 0             | 1     | 1             | 2             | 1             | 0             | 3             | 1             | 0             | 0     | 0     |        | 9              |
| Выиграно турниров АТП        | 0             | 0             | 0     | 0             | 2             | 1             | 0             | 2             | 0             | 0             | 0     | 0     |        | 5              |
| В/П: всего                   | 0-1           | 4-8           | 8-10  | 25-27         | 29-28         | 28-24         | 4-13          | 33-27         | 14-29         | 1-5           | 0-0   | 2-2   |        | 148-174        |
| Σ % побед                    | 0 %           | 33 %          | 44 %  | 48 %          | 51 %          | 54 %          | 24 %          | 55 %          | 33 %          | 17 %          | -     | 50 %  |        | 46 %           |

К — проигрыш в квалификационном турнире.